# Телстар
Телстар (англ. Telstar) — американський штучний супутник Землі, виведений на орбіту 10 липня 1962. Став першим активним супутником зв'язку; запущений до нього 12 серпня 1960 апарат Еко-1 був лише пасивним відбивачем радіохвиль. Телстар забезпечував двосторонній телефонний зв'язок 60 каналами або трансляцію однієї телевізійної програми. Вийшов з ладу 21 лютого 1963, однак досі перебуває на орбіті.
Пізніше назву «Телстар» отримали кілька телевізійних супутників.

## Розробка і конструкція
Створення Телстар було частиною угоди по розвитку супутникового зв'язку, укладеного AT & T, Bell Telephone Laboratories, НАСА, британськими та французькими державними поштовими і телеграфними службами. Власником супутника була AT & T. Bell Telephone Laboratories побудувала наземну передавальну станцію в місті Андовер (штат Мен) і уклала контракт з НАСА на запуск космічних апаратів. Вартість запуску становила 3 млн доларів, незалежно від його результату.
Супутник був створений співробітниками Bell Telephone Laboratories в 1960–1962 роках. Проект розробив Джон Пірс, транзистор і сонячні батареї — Джеймс Ерлі. Супутник мав сферичну форму з діаметром 88 см, масою 77 фунтів (35 кілограмів). З усіх боків вкритий сонячними батареями, Телстар був оснащений однією спрямованою антеною, яка приймала сигнали з землі і безліччю передавачів, розташованих по «екватору» супутника.
Крім станції в Андовері, сигналами з супутником обмінювалися наземні станції в Корнуоллі (використовувалася BBC) і Кот-д'Арморі.

## Використання
Телстар був виведений на орбіту ракетою-носієм Дельта 10 липня 1962 з мису Канаверал. Він здійснював один оберт за 2 години 37 хвилин, нахил орбіти до площини екватора становив 45 °, тому здійснювати трансатлантичну передачу сигналу супутник міг лише 20 хвилин протягом оберту. Перигей орбіти становив 952 км, апогей — 5632 км.
Передача пробного телевізійного сигналу відбулася в день запуску. 23 липня через супутник були передані телефонна розмова, факс, телевізійний сигнал (пряме мовлення і запис). Трансатлантичну прес-конференцію через Телстар провів президент США Джон Кеннеді.
Напередодні запуску супутника США підірвали ядерний заряд на великій висоті в рамках проекту Starfish Prime. Заряджені частинки, що з'явилися внаслідок вибуху, були захоплені магнітосферою Землі, тому їхня концентрація в штучному радіаційному поясі Землі збільшилася на 2-3 порядки. Вплив радіаційного поясу призвів до дуже швидкої деградації сонячних батарей та електроніки супутника, тому супутник припинив роботу на початку грудня 1962. На початку січня вдалося відновити роботу, однак 21 лютого 1963 супутник остаточно вийшов з ладу.

## Інші супутники «Телстар»
- В 1983–1985 на орбіту були виведені апарати Телстар 301, Телстар 302 та Телстар 303.
- В 1993 введені в експлуатацію Телстар 401 та Телстар 402. 402-й вийшов з ладу в 1994, 401-й — в 1997 під час магнітної бурі. 1995 замість 402-го був запущений Телстар 402R, пізніше перейменований в Телстар 4.
- В 1997 запущений Телстар 10.
- Супутники Intelsat Americas 4, 5, 6, 7, 8 і 13 спочатку називалися Telstar, 2003 були продані власником Loral Skynet компанії Intelsat і перейменовані.